# Kõrissoo
Kõrissoo este o arie protejată (arie specială de conservare — SAC, sit de importanță comunitară — SCI) din Estonia întinsă pe o suprafață de 32,4 ha, integral pe uscat.

## Localizare
Centrul sitului Kõrissoo este situat la coordonatele 58°34′07″N 24°40′35″E / 58.5685°N 24.6764°E.

## Înființare
Situl Kõrissoo a fost declarat sit de importanță comunitară în aprilie 2004 pentru a proteja 1 specie de plante. Situl a fost protejat și ca arie specială de conservare în martie 2006.

## Biodiversitate
Situată în ecoregiunea boreală, aria protejată nu include niciun habitat protejat.
La baza desemnării sitului se află o specie protejată de  plante: Saussurea alpina subsp. esthonica.